# Klaus Simon (Bildhauer)

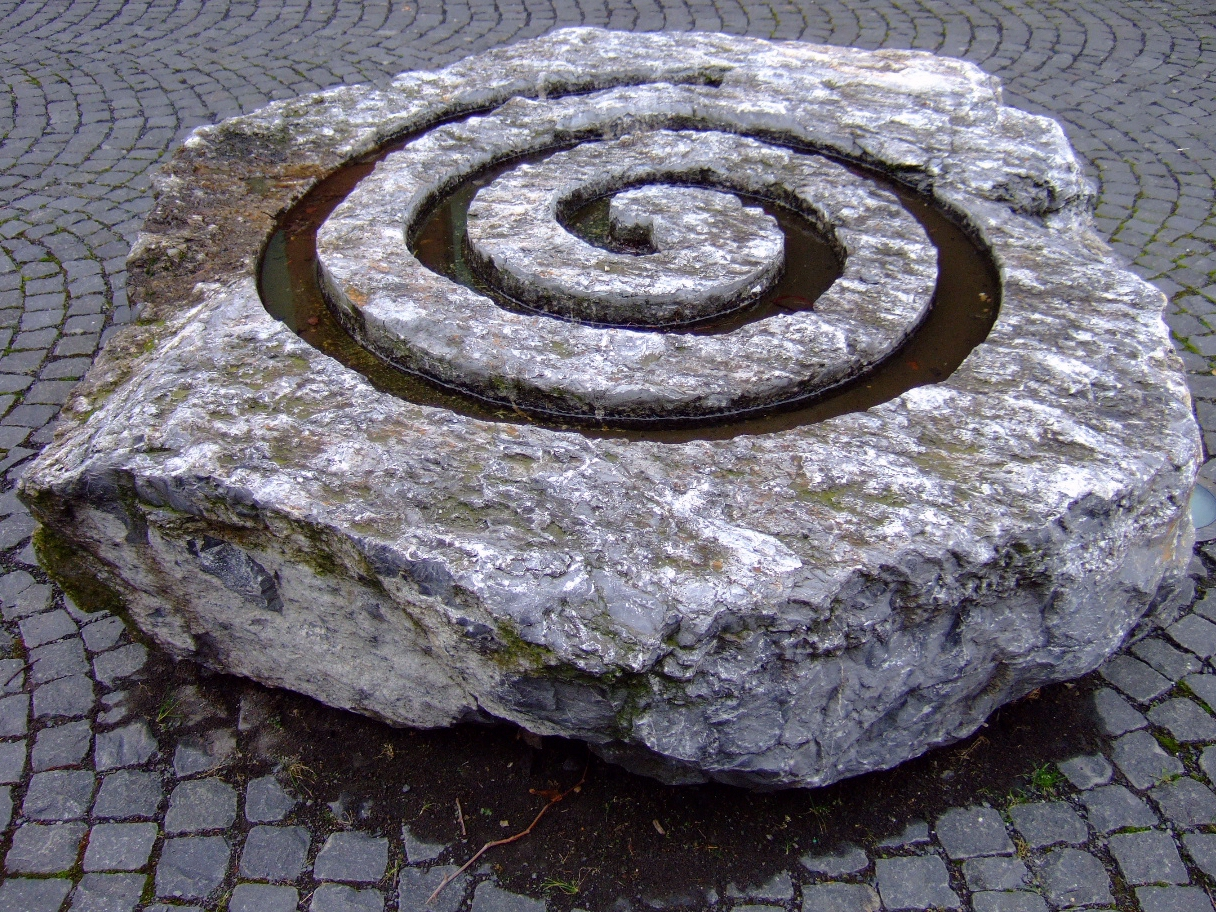
Im Gesteins - unter N.N. (2001), Bonn

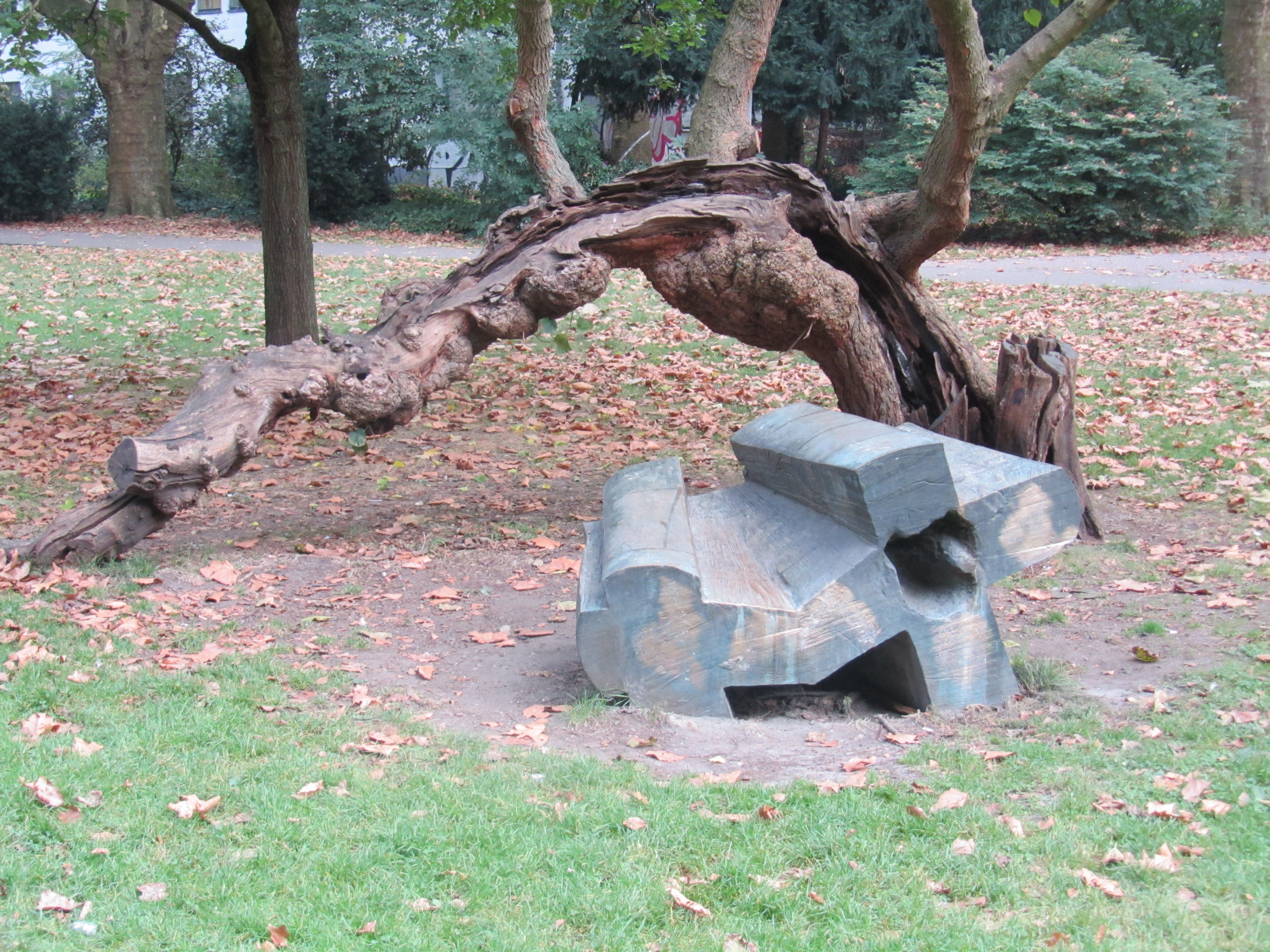
Skulptur für einen Baum (1989/1990), Duisburg, Lehmbruck-Museum

Klaus Simon (* 1949 in Bad Godesberg) ist ein deutscher Bildhauer.

## Leben
Simon begann 1975 sein Studium an der Fachhochschule für Kunst und Design in Köln, anschließend studierte er Kunstgeschichte und Philosophie in Bonn. Von 1976 bis 1982 besuchte er die Düsseldorfer Kunstakademie. Seit 1982 arbeitet Simon als freier Bildhauer. 
Von 1983 bis 1986 hatte er einen Lehrauftrag für Bildhauerei an der Kunstakademie in Düsseldorf. 1984 erhielt er ein Arbeitsstipendium der Stiftung Kunstfonds Bonn. Als ordentliches Mitglied des Deutschen Künstlerbundes beteiligte sich Klaus Simon an den DKB-Jahresausstellungen 1993 (im Dresdner Albertinum) und 1994 (im Mannheimer Technoseum). Von 1991 bis 1995 war Klaus Simon Lehrbeauftragter am „Institut National Supérieur des Arts et de l’action culturelle“ in Abidjan (Elfenbeinküste).
Simon lebt und arbeitet in Krefeld. 

## Werk (Beispiele)

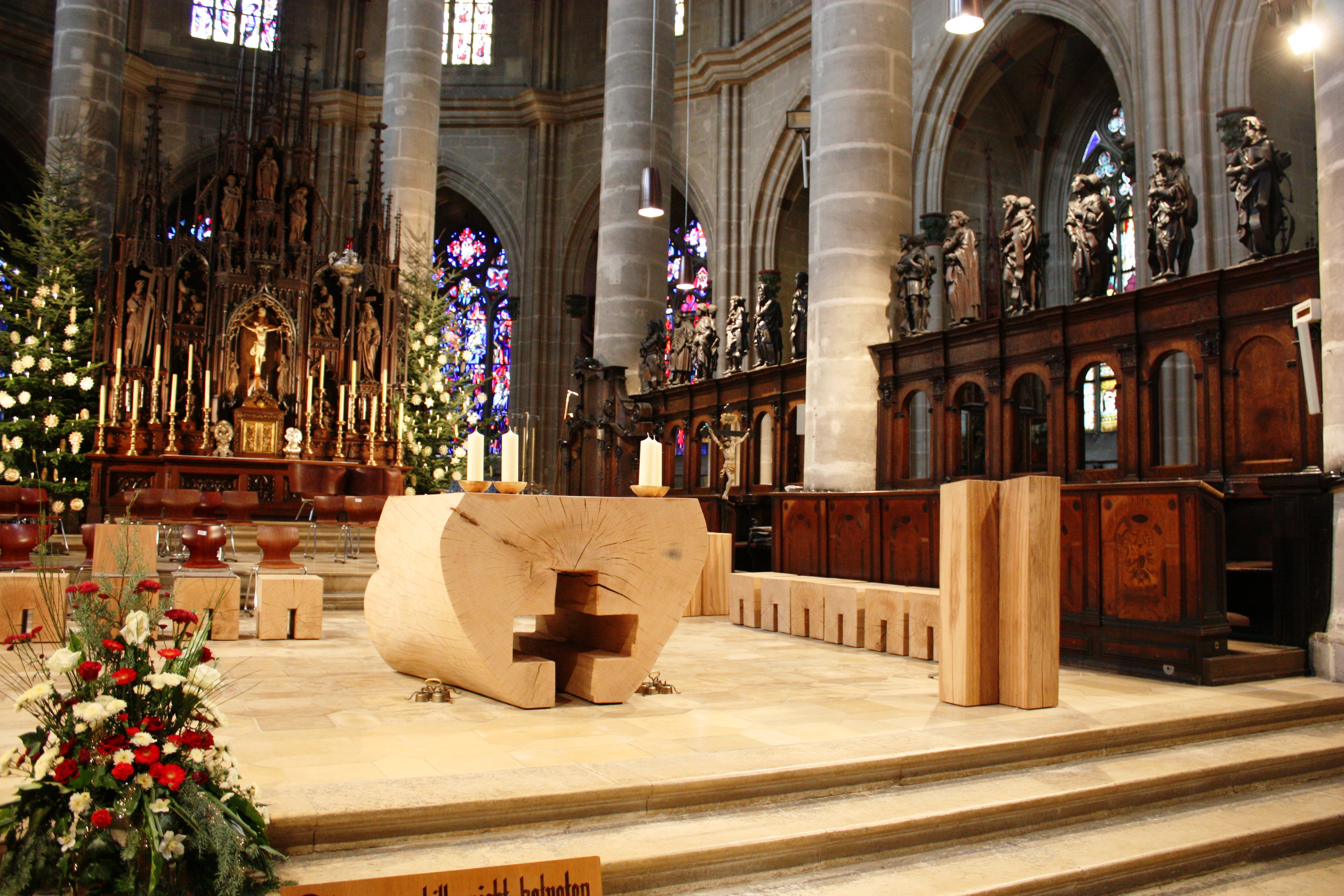
Der neue Volksaltar im Gmünder Münster

Simon arbeitet mit Stein und Holz. Für das Bildhauersymposion Heidenheim an der Brenz, zu dem er 2004 eingeladen wurde, schuf Simon die Arbeit Belastung. Massive Holzbalken aus einem ortsansässigen Holzverarbeitungsbetrieb sind zu einer lichtdurchlässigen, achteckigen Form mit Kuppeldach, 8 m hoch, geschichtet. In das Kuppeldach ist der Altarblock aus einer aufgelösten Kirche eingehängt.
Als Grundstoff seiner meisten Arbeiten wählt Simon Bäume, die umgestürzt oder geschädigt sind. So schuf er zum Beispiel 2009 den neuen Volksaltar im Gmünder Münster aus einer 150 Jahre alten Roteiche. Der Altar als Ort der Eucharistie und der Ambo als Ort des Wort Gottes bilden bei diesem Entwurf eine Einheit, da der Ambo in Kreuzform, dem ausgesägten Kreuz des Altares entspricht. Nicht nur Altar und Ambo, sondern das gesamte Werk ist eine Einheit, da auch die Kredenz und die Sedilien vom gleichen Baum stammen.
2007 gestaltete Simon für das Kloster der Mauritzer Franziskanerinnen am Rande des Geländes des einstigen Konzentrationslagers Esterwegen den „Raum der Sprachlosigkeit“ mit einem Drehkreuz aus Eichenholz, in das Moorbahn-Schienen eingelassen sind.

„In seinen Holzskulpturen macht Klaus Simon unmittelbar sinnlich erlebbar, was es mit der Krise des menschlichen Verhaltens zum Leben auf sich hat. Ein Baum, der zum Altar wird, hat mit diesem Verständnis von Natur und Skulptur zu tun. Das Opfer, am Altar in geistiger Weise begangen, verwirklicht sich hier ganz unmittelbar.“

Im Sommer 2011 gestaltete der Künstler die neuen Prinzipalien für die Namen-Jesu-Kirche aus der 300 Jahre alten Dicke Eiche, einem Naturdenkmal, das am 27. Dezember 2010 im Kottenforst umgestürzt war. Klaus Simon durfte hiervon einen Abschnitt von 1,5 m Länge verwenden. In einem Waldatelier beim Standort der Dicken Eiche, am Jägerhäuschen, schuf er daraus Altar, Ambo, Osterkerzenständer und die Kathedra, den Bischofsstuhl.
Simon gestaltete auch das Carl von Ossietzky-Denkmal in Berlin-Pankow, es wurde 1989 aufgestellt.

## Auszeichnungen
- Förderpreis „Bildende Kunst der Stadt Düsseldorf“ (1986)

## Einzelausstellungen (Auswahl)
- Biennale, Venedig
- Artothek im Bonner Kunstverein, Bonn (1990)
- Lehmbruck-Museum, Duisburg (1992)